# Теория дескрипций

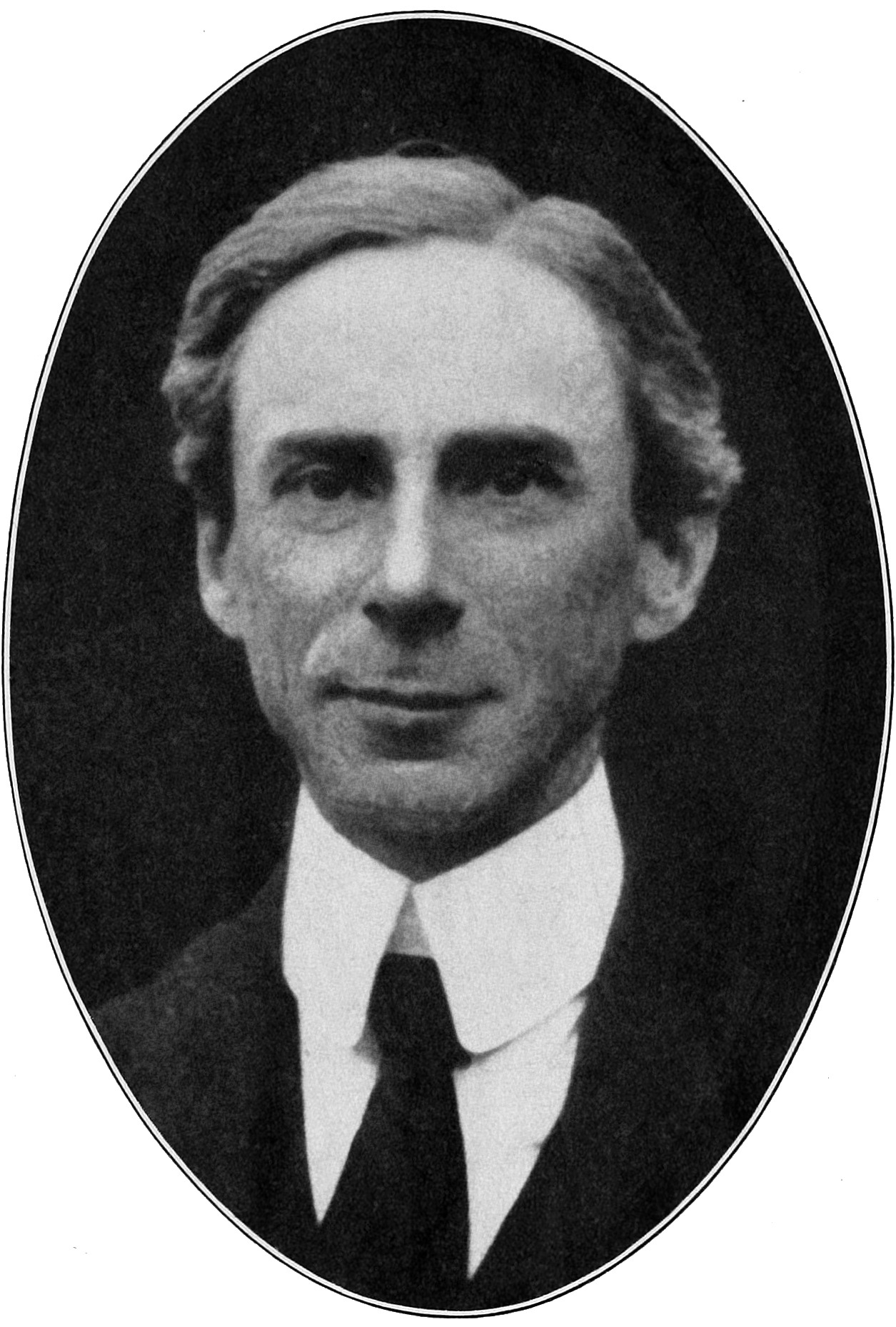
Бертран Рассел, 1916 г.

Тео́рия дескри́пций (англ. Theory of descriptions) — теория описаний английского математика и философа Бертрана Рассела; впервые была опубликована в британском академическом журнале Mind за 1905 год и стала самым существенным вкладом Рассела в развитие философии языка.
Теория утверждает, что для проведения логического анализа текстов необходимо преобразование описательных выражений естественного языка (названных Расселом «дескрипциями») в логически корректную форму. Это, в соответствии с мнением Рассела, «вернёт здравый смысл реальности и философии». В противном случае, из-за исходно неверной посылки при анализе предложений возможны логические парадоксы. Причём, необходимо помнить, что «всё наше знание, как знание вещей, так и знание суждений, строится на знании-знакомстве, как на своем фундаменте». То есть, если человек имеет дело с незнакомыми вещами, то не исключено, что он будет говорить и думать о фактах, не имеющих места в реальной жизни. Использование методов теории дескрипций позволяет, проводя логический анализ, обнаружить проблемы, связанные с использованием языка. При этом, задача философского исследования сводится к проведению глубинного логического анализа языка, проникающего под поверхностную грамматику и фиксирующего подлинные языковые структуры. Сам логический анализ при этом завершается только тогда, когда исследователь доходит до простых символов и, следовательно, до простых объектов.
Кроме того, теория даёт метод создания нового типа определения, иногда называемого «контекстуальным». Использование метода позволяет вместо терминов, которые следовало бы подставить взамен дескриптивных выражений в текстовые предложения, использовать контекстуальные определения, то есть другие предложения, имеющие иную структуру и не содержащих дескриптивных выражений. Потребность в контекстуальных определениях говорит о том, что грамматическая форма исходного предложения не даёт ключа к его подлинному смыслу.

## Примеры использования
Теория показывает, что корректный анализ лингвистических и логических свойств описаний крайне важен для правильного понимания исследуемых текстов. С этой целью входящие в них дескрипции должны устраняться с помощью логических переформулировок. Например, информация, что «Автор Слепого часовщика был англичанином», — для логического анализа следует трансформировать в выражение: «Некто написал Слепого часовщика и был англичанином». Сообщение «Нет счастья в жизни» — необходимо преобразовать во фразу: «Всё существующее в жизни не является счастьем». Применение теории исключает необходимость допускать, что такие выражения, как «Нет счастья в жизни», утверждают о чём-то, что не существует, и тем самым предполагают круг сущностей, включающих в себя несуществующие объекты.
Возможные формы дескрипций, или описательных выражений, Рассел в своей теории разделяет на три группы:
1. Бессмысленные описания. Например, «действующий император Китая».
2. Описания обозначающие один конкретный объект. Например, «нынешний президент РАН».
3. Двусмысленные описания. Например, «муравьед».

## Критика
С момента своего появления теория Рассела неоднократно подвергалась критике со стороны различных философов. Например, к ним относятся Кит Доннеллан (англ. Keith Donnellan) и Питер Стросон; последний, в частности, отмечал, что Рассел не принимает во внимание многообразие способов и контекстов употребления предложений, а также — семантическую теорему истины Альфреда Тарского. Он также критиковал попытки логического обоснования принципа индукции, считая его необходимой стороной человеческой рациональности как таковой.
Однако следует отметить, что нашлись философы, которые, напротив, внесли свой вклад в развитие теории дескрипций, например, Стивен Нил (англ. Stephen Neale), который показал, что теория Рассела вполне сочетаема с порождающей грамматикой Ноама Хомского. Это, в свою очередь, вызвало новую волну дебатов.